# HMS Aurora (12)
Die zehnte HMS Aurora (12) der Royal Navy war ein Leichter Kreuzer und das vierte und letzte Schiff der Arethusa-Klasse. Der 1937 fertiggestellte Kreuzer wurde Flaggschiff des Befehlshabers der Zerstörer der Home Fleet. Im Zweiten Weltkrieg wurde das Schiff ab 1941 vorrangig im Mittelmeer eingesetzt.
1948 wurde der Kreuzer an National-China abgegeben. Er lief am 25. Februar 1949 zur kommunistische Seite über, wurde aber schon im folgenden Monat von nationalchinesischen Flugzeugen versenkt. Später wurde er gehoben, aber nicht mehr voll instand gesetzt, sondern überwiegend als Hulk verwendet.

## Geschichte
Die Aurora wurde auf dem Portsmouth Dockyard gebaut, wo die Kiellegung am 27. Juli 1935 erfolgte. Das Schiff lief dann am 20. August 1936 vom Stapel und wurde am 12. November 1937 als viertes und letztes Schiff der Klasse in Dienst gestellt.
Nach ihrer Indienststellung diente die Aurora als Flaggschiff des Befehlshabers der Zerstörer der Home Fleet. Die Aurora löste in dieser Funktion den alten Kreuzer Cairo der C-Klasse ab. Im Sommer 1938 besuchte der Kreuzer die dänische Hauptstadt Kopenhagen und das schwedische Malmö.

### Kriegseinsätze bei der Home Fleet
Im September 1939 wurde der Kreuzer bei der 2nd Cruiser Squadron eingesetzt, die Geleitzüge nach Skandinavien sicherte und an der Verfolgung der deutschen Schlachtschiffe Scharnhorst und Gneisenau nach deren Vorstoß gegen die Northern Patrol beteiligt, bei dem sie den britischen Hilfskreuzer Rawalpindi versenkten. Nach dem Versuch, die deutsche Besetzung Norwegens zu verhindern, beteiligte sich der Kreuzer an weiteren Einsätzen der Home Fleet. Ab Oktober 1940 wurde der Kreuzer von Captain William Gladstone Agnew kommandiert. Die Aurora war an der Jagd nach dem deutschen Schlachtschiff Bismarck beteiligt. Als die britische Luftaufklärung am 22. Mai 1941 das Auslaufen der deutschen Schiffe festgestellt hatte, gehörte sie zum Hauptverband der Home Fleet unter Admiral Tovey, der sofort mit dem Schlachtschiff King George V, dem Träger Victorious und dem 2. Kreuzer-Geschwader, zu dem auch noch das Schwesterschiff Galatea, die Kenya und die Hermione gehörten, sowie sechs verfügbaren Zerstörern in See ging. Am 24. teilte sich der Verband und Aurora, Hermione und Kenya übernahmen die Sicherung des Trägers Victorious. Am 26. musste Aurora wegen Treibstoffmangels nach Island entlassen werden. Bei der anschließenden Suche nach Versorgern für die deutschen Überwasserschiffe entdeckten die Kenya und Aurora am 3. Juni 1941 das Versorgungsschiff Belchen (6367 BRT) nach der Versorgung von U 93, U 557 und U 111 in der Davis-Straße zwischen Grönland und Labrador und versenkten es. U 93 konnte 49 Überlebende des Versorgers retten und in die Heimat bringen.
Im Juli und August 1941 war die Aurora Teil der Force „K“ der Home Fleet, die Einsätze gegen Spitzbergen und die Bäreninsel (Operation Gauntlet) durchführte. Beim ersten Einsatz der Force K unter Rearadmiral Philip Vian liefen die Nigeria und Aurora mit den Zerstörern Punjabi und Tartar vom 27. bis zum 31. Juli von Scapa Flow nach Spitzbergen, um die norwegischen und sowjetischen Niederlassungen dort zu untersuchen. Auf dem Rückmarsch wurde die norwegische Wetterstation auf der Bäreninsel evakuiert und zerstört.
Am 19. August lief die Force K erneut mit den Kreuzern Nigeria und Aurora, fünf Zerstörern, dem Truppentransporter Empress of Canada sowie einem Flottentanker von Scapa Flow nach Spitzbergen, um die dortigen Niederlassungen zu evakuieren und die Industrieanlagen zu zerstören. Nigeria und die Empress of Canada transportierten die 2000 Personen umfassende sowjetische Kolonie nach Archangelsk und liefen dann ab dem 1. September von Barentsburg mit der Aurora wieder zurück.
Die beiden Kreuzer blieben bei einer Kampfgruppe der Home Fleet um den Träger Victorious noch im Nordmeer und stießen am 6./7. September unter Vian nochmals zur nordnorwegischen Küste vor und entdeckten vor dem Porsangerfjord ein deutsches Geleit. Die Kreuzer versenkten das sichernde Schulschiff Bremse, die Truppentransporter Trautenfels (6418 BRT) und Barcelona (3101 BRT) entkamen mit etwa 1500 Mann Gebirgstruppen an Bord bei schlechter Sicht in den Fjord. Am 10. September trafen die beiden Kreuzer wieder in Scapa Flow ein.

### Einsätze im Mittelmeer
Im Herbst 1941 verlegte die Aurora dann ins Mittelmeer. In Gibraltar wurde eine Force „K“ aus Aurora, dem Schwesterschiff Penelope und den Zerstörern Lance und Lively neugebildet, die unter der Führung des Kommandanten der Aurora, Captain Agnew, von Malta aus eingesetzt werden sollte. Am 14. Oktober lief der Verband mit der Force H unter Vizeadmiral Somerville ins Mittelmeer, die am 18. vom Träger Ark Royal elf Albacore- und zwei Swordfish-Torpedobomber zum 450 sm entfernten Malta zur Verstärkung der dortigen Luftstreitkräfte startete (Operation Callbay). Die beiden Kreuzer und die Zerstörer der Force K liefen allein weiter nach Malta, wo sie am 21. Oktober 1941 eintrafen.

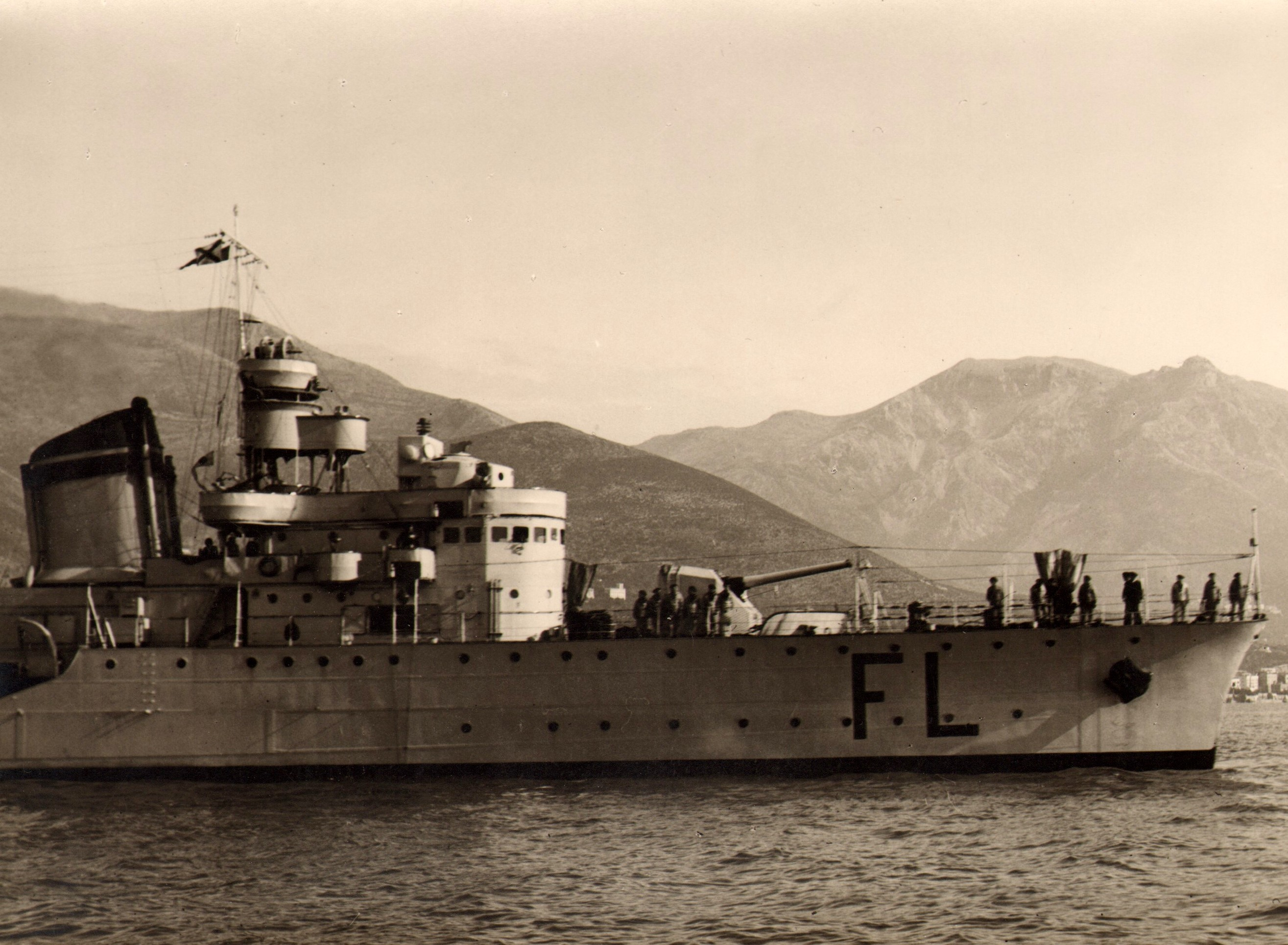
Vorschiff des von der Aurora versenkten italienischen Zerstörers Fulmine

Am 9. November kurz nach Mitternacht konnten die vier Schiffe der Force K sich mit Hilfe von Radar unbemerkt dem italienischen Nachschubgeleitzug „Beta“ von Neapel nach Tripolis mit fünf Frachtern und zwei Tankern nähern. Die von der Aurora geführte Force K konnte den Geleitzug zusammenschießen und versenkte alle sieben Transporter, darunter das deutsche Motorschiff Duisburg (7389 BRT). Die sechs Zerstörer der Deckungsgruppe des Geleitzugs, die kein Radar besaßen, konnten nicht wirksam eingreifen. Der Zerstörer Fulmine wurde ebenfalls versenkt, die Zerstörer Grecale und Euro wurden beschädigt.
Die italienische Marine versuchte nach diesem Misserfolg, weiter Geleitzüge nach Nordafrika durchzubringen. Am 24. November entdeckte ein italienisches U-Boot die Force K in See, die nach Meldungen der britischen Luftaufklärung in See gegangen war. Alle Geleitzüge erhielten darauf den Befehl, den nächsten Hafen anzulaufen. Ein aus der Ägäis nach Bengasi bestimmter Geleitzug erhielt diesen Befehl nicht und wurde 100 sm westlich Kreta von der Force K angegriffen. Die beiden deutschen Transporter dieses Geleits, Maritza (2910 BRT) und Procida (1842 BRT), wurden durch Penelope und Lively versenkt. Die beiden die Frachter erfolglos verteidigenden Torpedoboote Lupo und Cassiopea der Spica-Klasse entkamen. In der Nacht zum 25. entdeckten die Schiffe der Force K noch den ohne Geleitschutz von Reggio Calabria nach Bengasi laufenden Transporter Adriatico (1976 BRT) und versenkten ihn.
Ein weiterer Einsatz der inzwischen durch Ajax, Neptune und die Zerstörer Kimberley, Kingston verstärkten Force K am 30. November blieb erfolglos, da die italienischen Geleite und die sie schützenden Kreuzer auswichen.
Die britische Funkaufklärung gab den Briten die Möglichkeit, ihre Kräfte gezielt gegen italienische Geleite einzusetzen. Hinweise auf die Zusammenstellung mehrerer Geleite führten am 13. Dezember zum Zusammenwirken der Force B unter Konteradmiral Vian aus Alexandria mit drei Leichten Kreuzern und Zerstörern mit der Force K aus Malta mit den Kreuzern Aurora, Neptune und Penelope sowie weiteren Zerstörern im Ionischen Meer gegen italienische Transporte.

Um den Transporter Breconshire (9776 BRT) von Alexandria nach Malta zu bringen, begleitete die Force B ab dem 15. mit Naiad, Euryalus und Carlisle sowie sieben Zerstörern den Transporter, um ihn an die ab dem 16. mit den Kreuzern Aurora, Penelope sowie sechs Zerstörern entgegenkommende Force K zu übergeben. Nach dem Zusammentreffen am 17. entdeckten die Briten italienische Kriegsschiffe in See und begannen ein Gefecht, das als → Erstes Seegefecht im Golf von Syrte bekannt wurde. Als das italienische Schlachtschiff Littorio in das Gefecht eingriff, zogen sich die Briten zurück. Italienische Luftangriffe blieben erfolglos und die Force K traf mit der Breconshire am 18. in Malta ein. Erst dann erkannten die Briten, dass sie auf die Sicherung eines italienischen Geleits getroffen waren und die Force K lief mit den Kreuzern Neptune, Aurora und Penelope sowie den Zerstörern Kandahar, Lance, Lively und Havock am 19. Dezember 1941 erneut aus, um den Geleitzug noch vor Tripolis anzugreifen. Der britische Verband geriet jedoch in eine neu gelegte Minensperre: Neptune sank nach vier Minentreffern mit rund 550 Mann der Besatzung; nur ein Überlebender konnte gerettet werden. Auch die Kandahar musste nach einem Minentreffer aufgegeben werden. Die nur leicht beschädigte Penelope sowie die durch einen Treffer schwer beschädigte Aurora konnten aber nach Malta eingebracht werden. Sie wurde in Malta notdürftig repariert und verlegte danach am 29. März 1942 in die Heimat, um in Liverpool bis Ende Juni 1942 wieder instand gesetzt zu werden.
Im November 1942 wurde der Kreuzer Teil der Centre Task Force für die Landung in Nordafrika (Operation Torch). Vor Oran kam es am 8. November 1942 zu einem Gefecht mit den Zerstörern Tramontane und Tornade der Vichy-Streitkräfte vom Typ Bourrasque; sie versenkte die Tornade und beschädigte die Tramontane schwer, die auf den Strand gesetzt wurde. Am folgenden Tag beschädigte sie den Großzerstörer Épervier vom Typ Aigle, der ebenfalls auf den Strand gesetzt wurde. Ab Dezember war sie dann als Teil der Force „Q“ aus Bône gegen die Konvois der Achsenmächte zwischen Trapani und Tunis im Einsatz, um die Versorgung und Evakuierung derer Streitkräfte in Nordafrika zu unterbinden.
Im Verband der 15th Cruiser Squadron war die Aurora an der Landung auf Sizilien und der Landung bei Salerno (Operation Avalanche) beteiligt.
Ab Oktober 1943 wurde der Kreuzer in der Ägäis eingesetzt. Dabei wurde er am 30. Oktober vor Castellorizo schwer beschädigt und musste zur Reparatur abgezogen werden.
Ab April 1944 war der Kreuzer wieder einsatzbereit und kam im August 1944 zur Unterstützung der Alliierten Landung in Südfrankreich zum Einsatz. Es folgte ein weiterer Einsatz in der Ägäis zur Unterstützung der monarchistischen Griechen, unter anderem bei der Schlacht um Athen.

### In China
Nach dem Weltkrieg wurde die Aurora am 19. Mai 1948 an die nationalchinesische Marine abgegeben als Entschädigung für sechs chinesische Zollkreuzer und einen Frachter, die die Briten in Hong Kong beschlagnahmt hatten und die dann im Lauf des Krieges verlorengegangen waren. Der Kreuzer erhielt den Namen Chung King, nach der chinesischen Hauptstadt Chung King während der Kriegszeit, und wurde das Flaggschiff der nationalchinesischen Marine.
Am 25. Februar 1949 lief die Besatzung mit ihrem Kreuzer zu den Kommunisten über. Im März 1949 versenken Flugzeuge der nationalchinesischen Luftwaffe den Kreuzer in Taku. Der Kreuzer wurde mit sowjetischer Hilfe gehoben, wobei viele Ausrüstungsteile von den sowjetischen Kräften angeblich als Bezahlung entfernt wurden. Der weitgehend leere Rumpf wurde danach als Wohn- und Lagerschiff genutzt.
Im Oktober 1959 wurde das Schiff nach Shanghai verbracht und in Huang He umbenannt und sollte in ein Bergungsschiff umgebaut werden. Nach dem Verbrauch eines Zehntels der geplanten Kosten wurde der Plan aufgegeben. 1965 wurde das Schiff nach Tianjin verlegt und dort als Kasernenschiff mit dem Namen Beijing genutzt. Während der Kulturrevolution wurde das Schiff verschrottet. Namensschild und Schiffsglocke werden im Militärmuseum Peking aufbewahrt.